# Tozé Marreco
Antonio José Marreco Gouveia, detto Tozé (Miranda do Corvo, 25 luglio 1987), è un ex calciatore portoghese, di ruolo attaccante.

## Palmarès

### Giocatore

#### Competizioni nazionali
- Segunda Liga: 1

Tondela: 2014-2015

#### Individuale
- Capocannoniere della Segunda Liga: 1

2014-2015 (23 gol)